# مارتین کلیژان
مارتین کلیژان 
(به اسلواکی: Martin Kližan) (زاده ۱۱ ژوئیهٔ ۱۹۸۹ - براتیسلاوا) تنیس‌باز اهل کشور اسلواکی است.
کلیژان در مسابقات بین‌المللی مهمی شرکت کرده است که می‌توان به صعود وی به مرحله چهارم مسابقات تنیس آزاد آمریکا ۲۰۱۲ اشاره کرد، بهترین رتبه وی در رتبه‌بندی جهانی تنیس ۲۴ (۲۷ آوریل ۲۰۱۵) بوده است.